# Tabanus aaptus
Tabanus aaptus är en tvåvingeart som beskrevs av David Fairchild 1985. Tabanus aaptus ingår i släktet Tabanus och familjen bromsar. Inga underarter finns listade i Catalogue of Life.